# 阿多尼斯之死 (鲁本斯)

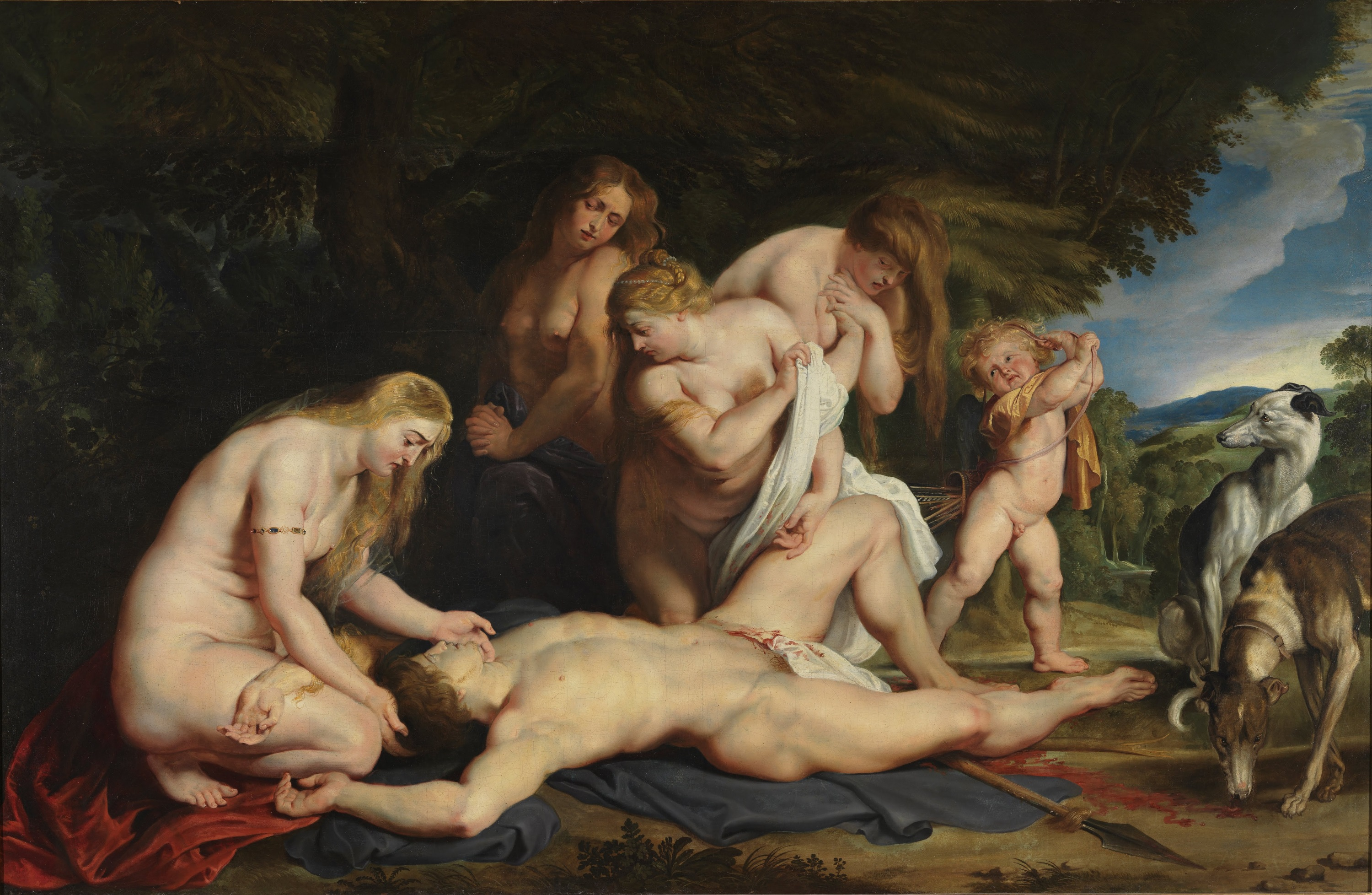

《阿多尼斯之死》是鲁本斯的一幅画作，绘制于1614年，现藏于耶路撒冷的以色列博物馆。
画作表现阿多尼斯被阿尔忒弥斯派来的野猪毒牙杀死，维纳斯、丘比特和美惠三女神 哀悼的神话故事。 艺术史上多次成为描绘的主题  。